# Валденбух
Валденбух (њем. Waldenbuch) град је у њемачкој савезној држави Баден-Виртемберг. Једно је од 25 општинских средишта округа Беблинген. Према процјени из 2010. у граду је живјело 8.571 становника. Посједује регионалну шифру (AGS) 8115048.

## Географски и демографски подаци
Валденбух се налази у савезној држави Баден-Виртемберг у округу Беблинген. Град се налази на надморској висини од 362 метра. Површина општине износи 22,7 km². У самом граду је, према процјени из 2010. године, живјело 8.571 становника. Просјечна густина становништва износи 378 становника/km².

## Међународна сарадња
| Мјесто | Држава    | Врста сарадње | Од    |
| ------ | --------- | ------------- | ----- |
| Провен | Француска | контакт       | 2000. |
| Извор  |           |               |       |